# 南川对叶兰
南川对叶兰（学名：Neottia nanchuanica）为兰科鸟巢兰属下的一个种。